# Cuchavira

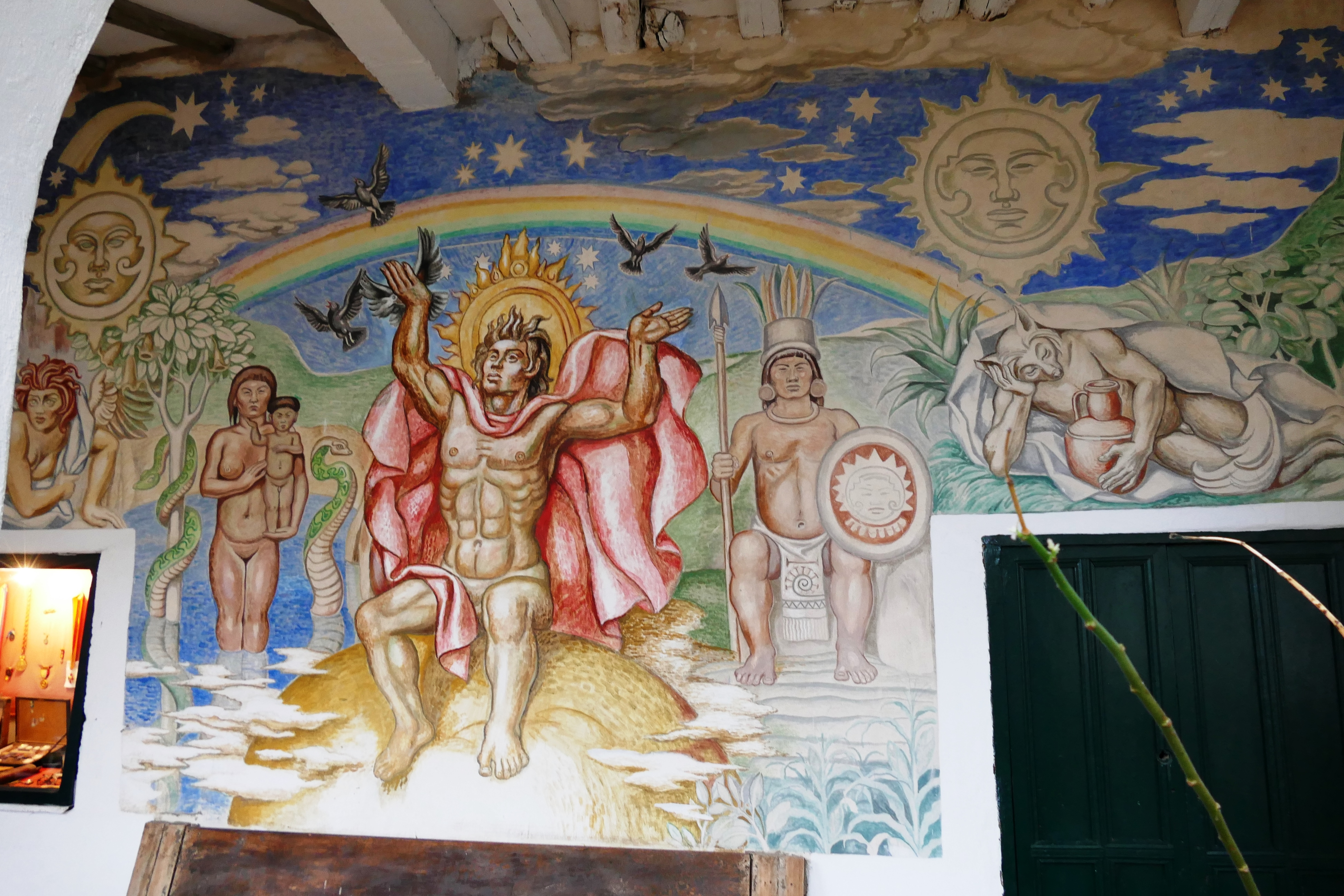
Mural en Casa Museo de Luis Alberto Acuña, Tunja, Colombia.

Cuchavira o Cuchaviva es la deidad del arcoíris en la religión de los muiscas, protector de las mujeres trabajadoras y los enfermos. Los muiscas y su confederación son una de las cuatro civilizaciones avanzadas de América y vivió en el fértil valle intermontano que forma el Altiplano cundiboyacense en los Andes. La lluvia y el sol son muy importantes para su agricultura. Además, en aquellos días la sabana de Bogotá consistía en varios pantanos y las inundaciones eran regulares.

## Descripción

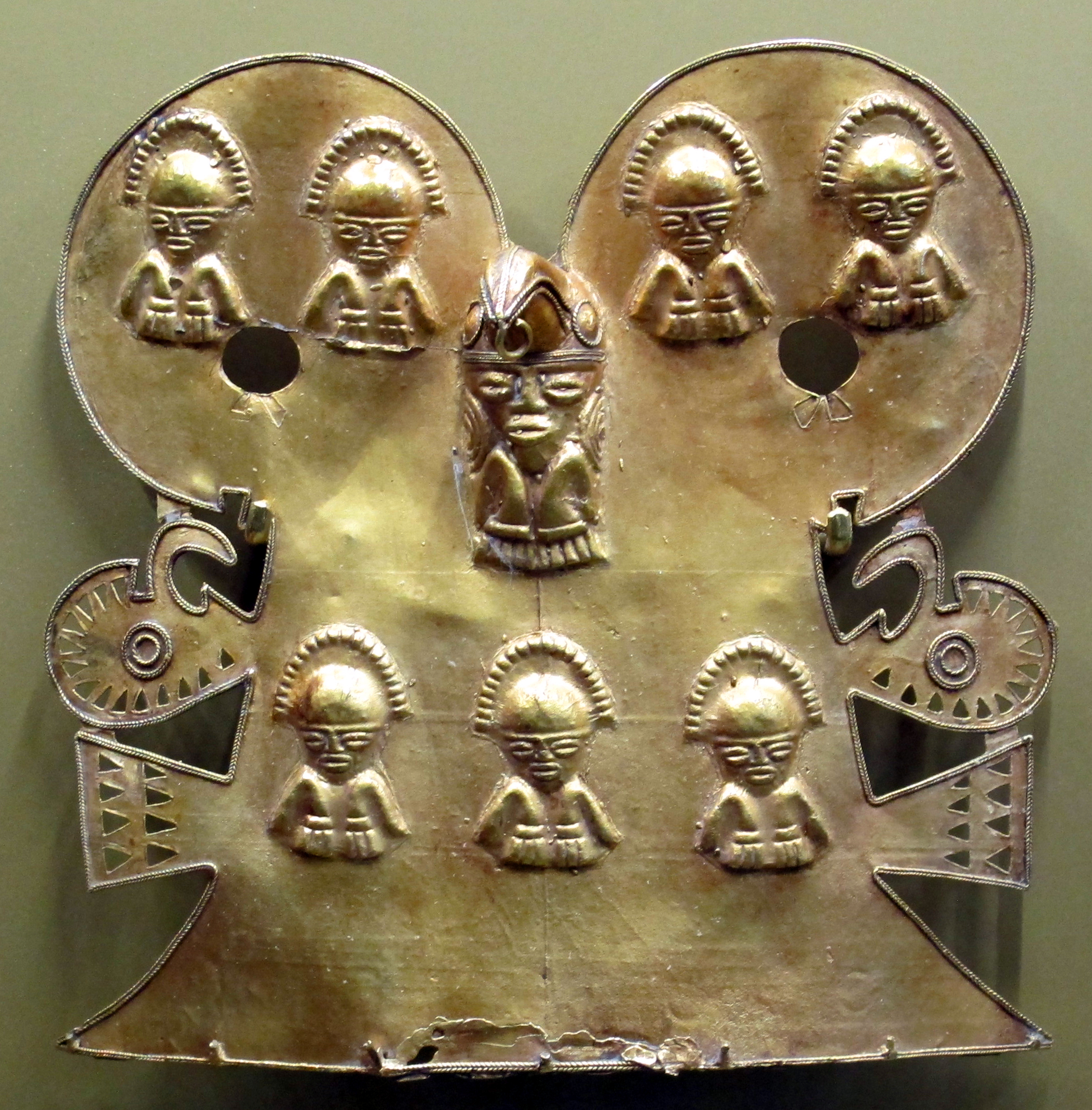
Tumbaga, una aleación de oro y cobre utilizada para ofrendas y artesanías Museo del Oro, Bogotá

Cuchavira, que era llamado "aire resplandeciente", apareció ante los muiscas cuando Bochica, el mensajero del ser supremo Chiminigagua fue enviado a las llanuras de los muiscas. También cuando el dios de la lluvia Chibchacum estaba enojado, envió fuertes lluvias a las llanuras, causando la inundación de los ríos, destruyendo la agricultura y las casas (bohíos) de los muiscas. Cuando terminaron las lluvias y el Sol volvió a brillar, Cuchavira reapareció y la gente le ofreció oro de bajo grado o aleaciones de oro y cobre (tumbaga), caracoles marinos y esmeraldas pequeñas para agradecerle. 